# Cirugía plástica

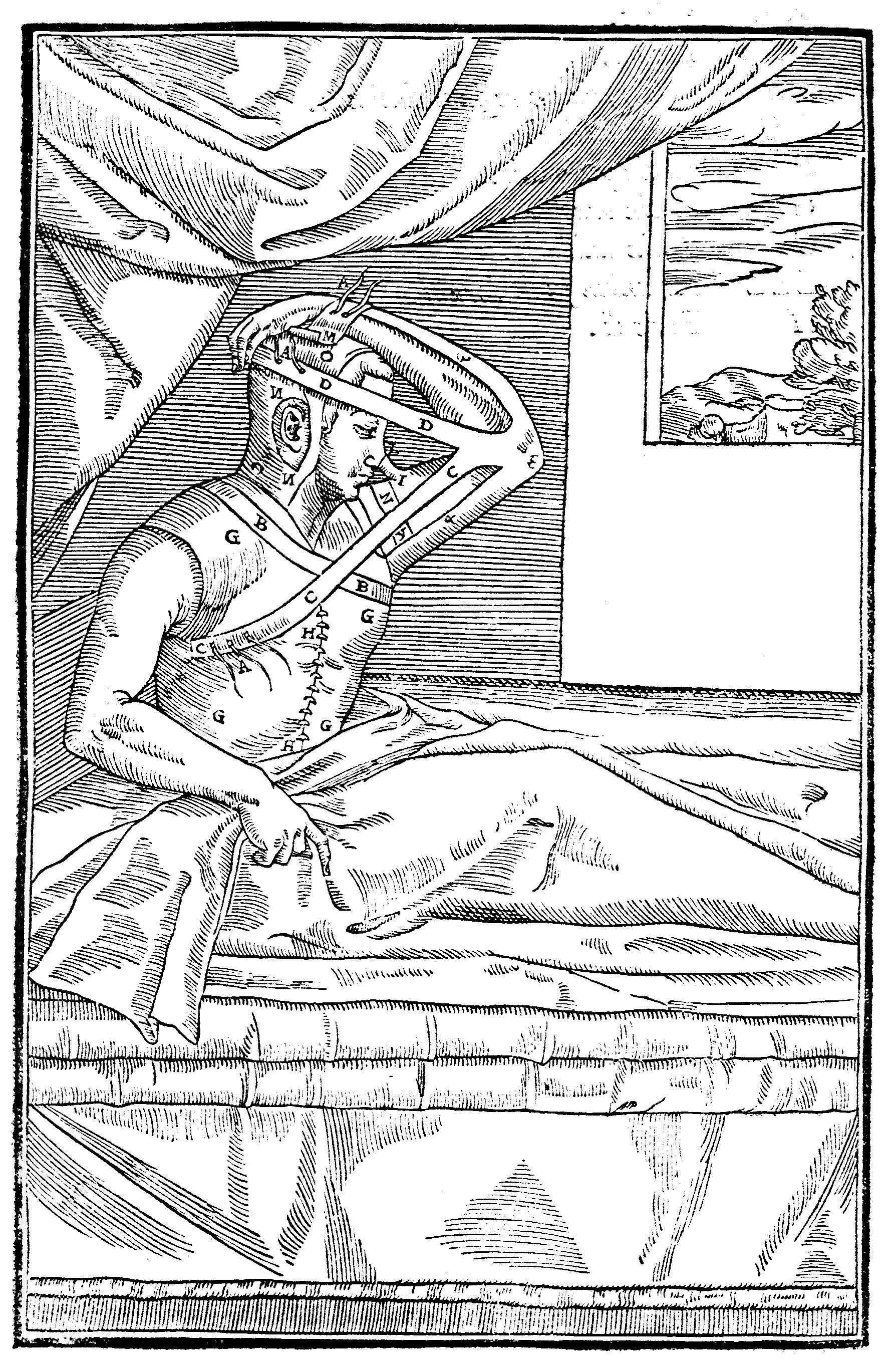

La cirugía plástica es la especialidad médica que tiene por objetivo la corrección y el mejoramiento de anormalidades de origen congénito, adquirido, tumoral o evolutivo, que requieren reparación o reposición de la forma corporal y su función. Para el tratamiento y la reconstruсción de deformidades, es necesario, aunque no siempre, transportar tejidos del mismo cuerpo. Esto se hace mediante diferentes técnicas, como el uso de implantes de materiales biocompatibles, ya sea para soporte o función (movimiento), o la combinación de los dos, y en algunos casos con el uso de unidades completas de tejidos de donantes extraídos de otras partes del cuerpo.

## Finalidad
La finalidad es que el paciente, que ha nacido con un defecto congénito, o que ha sufrido un accidente con pérdida de la función, alcance la mayor normalidad, tanto en su aspecto como en la función de su cuerpo. También, se incluye a todos aquellos individuos sanos, y emocionalmente estables, que desean cambiar su aspecto ante su inconformidad por su apariencia.
Por ello, con el desarrollo de la cirugía plástica, se aprendió que toda cirugía debe incluir en su diseño una gran parte estética y lo más cercana posible a la forma natural normal, dejando en el pasado los procedimientos que resolvían la función, pero no eran estéticos. Es un objetivo diseñar de forma estética al remodelar los cuerpos para mejorarlos cualquiera sea la causa de la cirugía o al hacerlos más hermosos.
La cirugía plástica se ha dividido desde un punto de vista práctico en dos campos de acción: 

## ISAPS
Es la Sociedad Internacional de Cirugía Plástica Estética / International Society of Aesthetic Plastic Surgery este es un organismo profesional líder en el mundo en el sector de los cirujanos plásticos estéticos, esta debidamente certificados por su junta de gobierno. Fundada en 1970, entre los que son miembros de ISAPS están incluidos muchos de los más conocidos y respetados cirujanos plásticos, reconstructivos y estéticos del mundo —en 95 países de todos los continentes—, lo que refleja la verdadera misión internacional de la organización. La carta de ISAPS se firmó en las Naciones Unidas.

## Disciplinas relacionadas

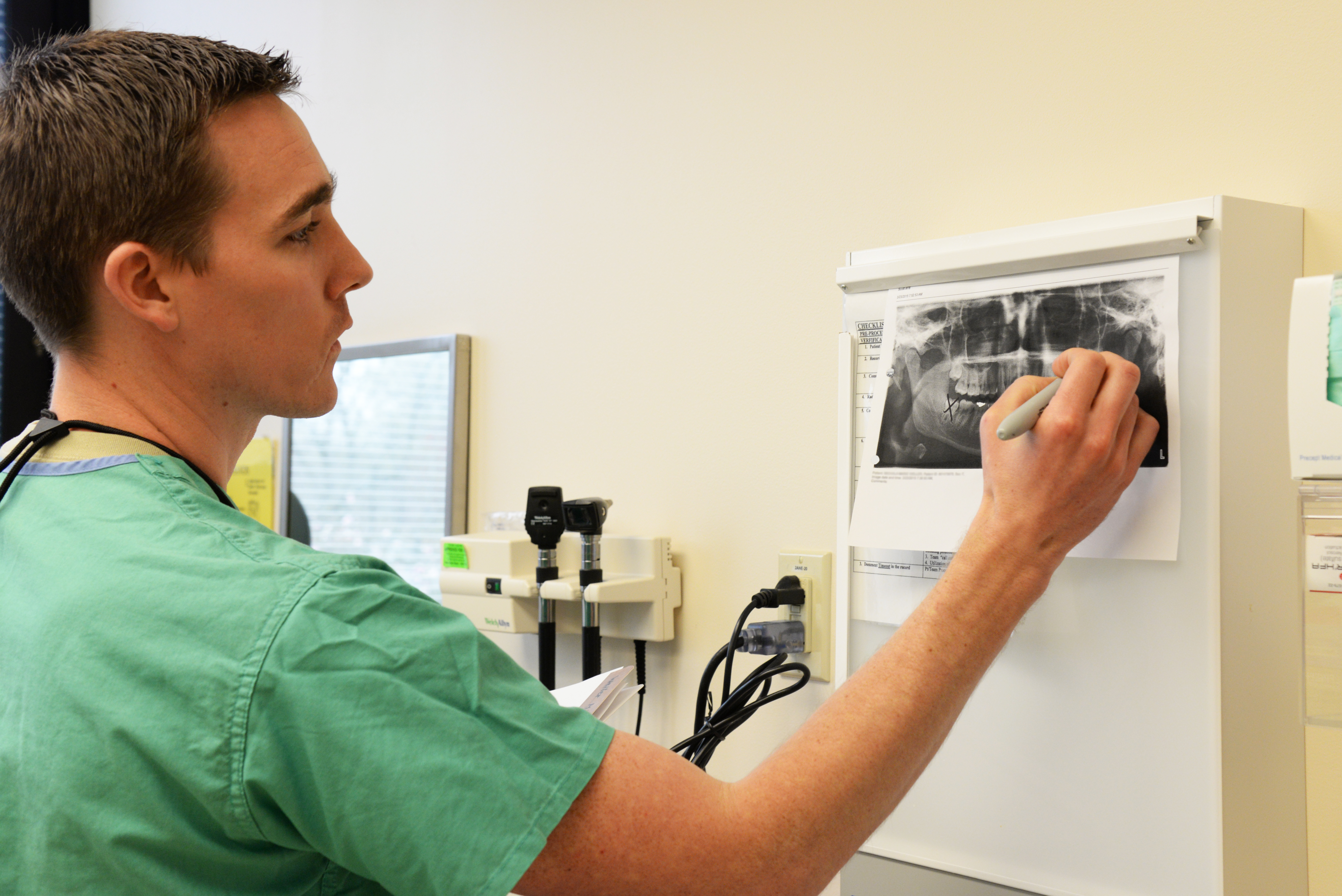
Planificación previa de una cirugía maxilofacial

- Planificación previa de una cirugía maxilofacialCirugía maxilofacial: Es la especialidad quirúrgica que se dedica a resolver la patología del macizo máxilo facial y oral. Algunas enfermedades que trata son: defectos congénitos como el labio y paladar hendido; traumatismos de la cara; quistes y tumores de las regiones oral, facial y cervical; trastornos de la articulación cráneo-mandibular; enfermedades de la lengua, las glándulas salivales y el cuello; cirugía dentaria como el del tercer molar y los implantes (implantología); etc. En algunos países —principalmente del continente americano— esta especialidad suele denominarse "bucal y maxilofacial" y es realizada principalmente por odontológos. En estos países, su campo de actuación suele ser más limitado que en los países europeos, en los que es una especialidad médica.
- Cirugía pediátrica: En algunos países como España, Alemania o Francia, el tratamiento de niños con quemaduras o malformaciones congénitas (labio leporino, orejas prominentes) está a cargo de cirujanos especializados en niños.
- Neurocirugía: La corrección de malformaciones complejas del cráneo (como las cráneosinostosis) es un terreno compartido con cirujanos maxilofaciales y neurocirujanos.
- ORL: Las alteraciones del pabellón auricular y de la nariz son objeto también de la actividad conjunta con los otorrinolaringólogos.
- Cirugía oculoplástica: Sub especialidad de oftalmología dedicada al estudio y manejo de los problemas de la órbita (cavidad donde se encuentra el ojo), párpados, vías lagrimales y perdida ocular. La cirugía es aplicada tanto con propósitos funcionales como estéticos, obteniéndose resultados sorprendentes en casos en los que, por motivos varios, el ojo pierde su forma y su aspecto naturales. Devolviéndole su belleza y armonía. Funcionalidad y estética se complementan en esta disciplina específica de la medicina.
- Caumatología: Sub especialidad dedicada al tratamiento de los pacientes quemados. En Cuba, es parte del plan de estudio de la especialidad de Cirugía plástica.

## Sociedades científicas
Los médicos que practican esta especialidad se agrupan en sociedades científicas, que son asociaciones civiles sin fines de lucro, donde el público en general puede solicitar información sobre procedimientos y especialistas. Por ejemplo: Federación Iberolatinoamericana de Cirugía Plástica (FILACP), Asociación Colombiana de Cirugía Oral y Maxilofacial, Asociación Mexicana de Cirugía Plástica, Sociedad Argentina de Cirugía Plástica, Sociedad Colombiana de Cirugía Plástica, Academia Colombiana de Cirugía Plástica, Sociedad Española de Cirugía Plástica, Sociedad Peruana de Cirugía Plástica, Sociedad Venezolana de Cirugía Plástica, Sociedad Chilena de Cirugía Plástica, Sociedad Cubana de Cirugía Plástica y Caumatología, Sociedad Dominicana de Cirugía Plástica, Reconstructiva y Estética (SODOCIPRE), Sociedad Ecuatoriana de Cirugía Plástica, Reconstructiva y Estética (SECPRE), etc.

## Titulación en cirugía plástica
Para obtener la especialidad, los médicos cirujanos deben formarse y capacitarse a través de cursos de posgrado, habitualmente trienales, dictados por Universidades o Sociedades científicas.
En el caso cubano, es una especialidad médica que consta de cuatro años, donde el residente rota por diferentes especialidades afines, obteniendo así al final de su residencia, el título de especialista en Cirugía Plástica y Caumatología.
Sin embargo en la mayor parte de Latinoamérica y mediante un consenso de la Federación Iberolatinoamericana de cirugía plástica y ministerios de educación superior de diversos países, se ha acordado que todo cirujano plástico debe tener mínimo 2 años de formación de postgrado en cirugía general y mínimo 3 años de formación de postgrado de cirugía plástica en un programa acreditado por la sociedad de cirugía plástica del país donde este se realiza.